# 違憲審査基準
違憲審査基準（いけんしんさきじゅん）とは、法令（法律等）が憲法に適合しているか（合憲か違憲か）を裁判所が審査（違憲審査）する際に用いる基準のこと。

## 違憲審査基準論
裁判所の違憲審査において、権利の性質や侵害の態様に基づいて分類された事案の類型に応じた判断基準を定める理論が審査基準論（違憲審査基準論）であるが、そこで用いられる判断基準が「違憲審査基準」である。
日本における審査基準論は、主に日本国憲法の母法であるアメリカ合衆国憲法に関して形成されてきた判例法理を基にして、日本においても憲法学説として整理・発展してきたものである。ただし、この理論のすべてが現に日本の裁判所の判断において採用されているわけではないのが現状である。
法令による人権に対する規制の合憲性は、一般に、規制の目的と手段がそれぞれ合理的かによって判断される（制限目的と制限手段が合理性を持つとき、制限は立法府の合理的裁量の限度内といわれる）。しかし、実際の司法審査においてその判断は微妙であり、裁判所として合理的／不合理の確信に至らない場合も多く、裁判所としてどのような基準で制限目的・制限手段の合理性の有無（立法府の合理的裁量の限度）を判断するかの基準が違憲審査基準ないし合憲性判定基準である。

## 違憲審査基準の選択方法

### 二重の基準の理論
二重の基準の理論とは、精神的自由権と経済的自由権を対比して、精神的自由権等の重要な人権を制限する立法は、それ以外の経済的自由権等を制限する立法より、厳格な基準によって審査されるべきとする理論。

#### 合憲性推定の原則
そもそも立法府や、議院内閣制における日本の内閣などの行政府が行った行為については、国民の意思が少なくとも間接的には反映しているものであることから、それを国民の意思を直接反映していない司法府が違憲審査を行い、違憲の疑いがあるものの明らかに違憲であるとまでは断定できない行為について違憲と判断することには、一定の自己抑制が働くべきとされる。すなわち、民主政の原理、 権力分立原理、司法権の能力の限界を併せ考えれば、裁判所は明白に違憲であると判断した場合以外は違憲判決をせず、問題を民主政の過程（選挙や世論や立法府等による議論）に委ねるのが適当とされ、原則として法令は合憲と推定し、緩やかな審査基準を採るべきとされる。

##### 社会政策規制と合憲性
かつて1929年の世界大恐慌は「自由主義の終焉」をもたらし、アメリカ合衆国を中心として資本主義国家においても社会政策的な規制が採用された。当初は当該社会政策的な経済的自由を規制する立法は、アメリカ合衆国憲法に違反するものであるとの判断が続出したが、当該政策の必要性が認知され社会的に一定の成果を挙げるにつれて、やがて社会経済政策的な規制に対しては、厳格な基準によらないものとし、合憲性が認められるようになった。

##### 民主政の過程による回復
仮に当該行為が憲法に反するものであり、憲法が擁護する理念に反するものであるとするならば、それは国民の意思を立法府ないし行政府に反映する選挙などの民主的過程により修正が図られるものであるというのが「民主政の過程による回復」という概念である。

#### 精神的自由権の特殊性
ところが精神的自由権等の重要な人権に対する制約は、例えば表現の自由に関する規制立法がなされた場合には、その法令により既に社会において自由な表現の可能性が損なわれていることから、当該立法を有権者が批判することにより、立法者に政治的方向性を与え、その法律の改廃を行うという上記「民主政の過程による回復」が困難である点が指摘できる。そのため、上記自己抑制を必ずしも働かせるべきではなく、むしろ合憲性推定の原則は排除され、違憲審査を厳格に行うべきであるとの結論に至るものである。
このように、精神的自由権等について厳格な審査をすることが二重の基準理論の中心テーマであるが、実際の判例では、経済的自由権等に緩やかな基準で審査すべきことの論拠として用いられることが多い。

### 規制目的二分論
規制目的二分論とは、経済的自由権に対する規制を、その規制目的により危険の除去・安全の保護と言った消極目的を主眼とする規制（消極目的規制）と、社会政策的に弱者・少数者等を保護するなどの積極目的を主眼とする規制（積極目的規制）とに二分する理論である。
- 職業選択の自由（22条1項）関係
  - 消極目的規制
    - 司法試験法
    - あん摩マツサージ指圧師、はり師、きゆう師等に関する法律第12条
    - 売春防止法
    - 届出制・登録制・許可制
      - 貸金業法
      - 採石法
      - 古物営業法
      - 風俗営業等の規制及び業務の適正化等に関する法律

  - 積極目的規制
    - 競争制限・配置規制・特許制
      - 航空機製造事業法

- 財産権（29条2項）関係
  - 消極目的規制
    - 相隣関係（民法第209条等）
    - 食品の販売・管理（食品衛生法等）
    - 災害予防（消防法、宅地造成及び特定盛土等規制法等）

  - 積極目的規制
    - 私的独占の禁止・不正な取引の禁止（独占禁止法等）
    - 地主・家主の財産権の制限（借地借家法）

#### 規制目的と審査基準
従来は、規制目的二分論により違憲審査基準も決定されると解されていた。
最高裁判所も、従来は、職業選択の自由や財産権などの経済的自由権に対する制約を、積極目的規制と消極目的規制に二分した上で、消極目的規制には、相対的に厳しい審査基準を適用していたとされる。

##### 消極目的規制
消極目的規制は、国民の生命・健康を守るための規制と解するのが多数説であるが、この場合には当該規制が回避しようとするネガティブな結果が明確であり、当該ネガティブな結果を避けるための規制については、それが過剰なものでないかを判断することが裁判所によっても可能であることから、裁判所が立法府等の判断について、その合憲性を比較的厳しく審査することが認められる。結果的に違憲判決が導かれる可能性が相対的に高まる。
例えば、最高裁判所の薬事法距離制限違憲判決は「合憲性を肯定しうるためには、原則として、重要な公共の利益のために必要かつ合理的な措置であることを要し、また、それが社会政策ないしは経済政策上の積極的な目的のための措置ではなく、自由な職業活動が社会公共に対してもたらす弊害を防止するための消極的、警察的措置である場合には、許可制に比べて職業の自由に対するよりゆるやかな制限である職業活動の内容及び態様に対する規制によっては右の目的を十分に達成することができないと認められることを要するもの、というべきである。」と述べている。いわゆる「厳格な合理性の基準」を採用したと評価されている。
社会政策ないしは経済政策上の積極的な目的のための措置ではなく、自由な職業活動が社会公共に対してもたらす弊害を防止するための消極的、警察的措置である場合には、との限定付でこの判決は述べていることに注意すべきであり、厳格な合理性の基準を採用しているが、これは緩やかな基準の範囲内ではあるが比較的厳しい基準を採用したものでもある。

##### 積極目的規制
積極目的規制の場合には、増進を図るべき積極目的の達成手段は必ずしも一義的に限定されるものではないため、当該手段を用いることが妥当かどうかの判断は裁判所がその責任を負うよりも、立法府等の政策的判断を尊重することを旨とするものである。

#### 規制目的二分論の限界
上記のような理解が伝統的な通説であったが、近時では、規制の目的が消極的か積極的かの判断は相対的であって、必ずしも規制目的二分論のみによっては審査基準を決定し得ない、とされる。

##### 職業選択の自由（22条1項）関連
例えば、公衆浴場の距離制限について、昭和30年判決（最大判昭和30年1月26日刑集9巻1号89頁）は、この規制が消極目的規制であるとして一定程度厳格な審査を行ったのに対して、平成元年判決（最二小判平成元年1月20日刑集43巻1号1頁）は、この規制が積極目的規制に当たるとして緩やかな審査を行っている。
このように、職業選択の自由においては規制目的二分論はいまだ有効ではあるが、規制の目的のみですべてを判断することはできない。よって、近時の学説では、規制の目的を重要な指標としつつも、規制の態様をも考え併せる必要があるとされる。
また、職業選択の自由に関しては、「要指導医薬品ネット販売規制事件」と「あはき師法19条訴訟」において、国民の安全の保全を目的とする規制（消極目的規制）と、経済弱者の保護を目的とする規制（積極目的規制）に、ともに合理性の基準の枠組みを用いた違憲審査がなされたことから、規制目的二分論が放棄されたとの見解もある。

##### 財産権（29条2項）関連
財産権については、従来は「森林法共有林事件」上告審判決において、財産権への制約はそもそも立法裁量があることを認めつつ、具体的な規制の目的を「消極的」または「積極的」に区別した上で、それぞれの審査基準を選択することとされていた。
しかし、最高裁判所が、証券取引法合憲判決（最大判平成14年2月13日民集56巻2号331頁）において、「森林法共有林事件」上告審判決の判旨から「積極的」と「消極的」という文言を取り除いて引用した上で審査を行った。
このことから、学説では、財産権においても規制目的二分論は放棄された、との観測が見られる。

## 違憲審査基準の分類
裁判所の違憲審査基準は、人権の種類と制限目的・規制目的により、緩やかな基準、厳格な審査基準、合理的差別についての判定基準に大別適用するものとされる。

### 緩やかな基準
緩やかな基準には、明白性の原則・合理性の基準と厳格な合理性の基準がある。

#### 明白性の基準
明白性の基準とは、法律が著しく不合理であることが明白でない限り合憲とする審査基準である。明白性の原則ともよばれる。経済的自由権や社会権に積極目的規制がされる場合に適用される。

#### 合理性の基準
合理性の基準とは、法律の目的・手段が著しく不合理でない限り合憲とする基準である。これも、経済的自由権や社会権に積極目的規制がされる場合に適用される。
明白性の原則と合理性の基準の使い分けには明確なルールはないが、明白性の原則のほうがよく主張される傾向にある。

#### 厳格な合理性の基準
厳格な合理性の基準は、他の緩やかな規制では立法目的を十分達成できないときに限り合憲とする基準である。緩やかな審査基準が妥当する場合で、消極目的規制の場合に適用される。
この基準は薬局距離制限事件においてはじめて述べられ、経済的自由（この事件では「職業選択の自由」）に対して採用された。この判例が示した基準は「厳格な合理性の基準」と呼ばれるようなり、学界からも支持され定説となるに至った。
「社会政策ないしは経済政策上の積極的な目的のための措置ではなく、自由な職業活動が社会公共に対してもたらす弊害を防止するための消極的、警察的措置である場合には、許可制に比べて職業の自由に対するよりゆるやかな制限である職業活動の内容及び態様に対する規制によっては右の目的を十分に達成することができないと認められることを要する」（最高裁判所判決昭和43年（行ツ）第120号）
後述するLRAの基準が「他の規制手段が不存在のときに合憲」とするのに対して、この基準は「他の規制では立法目的を十分達成できないときに合憲」とする点で異なる。

### 厳格な審査基準
合憲性推定の原則が排除され、当該規制立法の目的が真にやむを得ない目的（利益）であるか、手段（規制方法）が目的を達成するために必要最小限（必要不可欠）なものであるかを判断し（過大包摂・過小包摂は許されない）、これが認められる場合には当該規制を合憲とする基準。精神的自由権等の重要な人権に当てはまる（表現の自由内容規制等）
漠然性ゆえに無効の法理、過度に広汎ゆえに無効の法理、LRAの基準、明白且つ現在の危険、利益衡量の基準がある。前4種は公的言論や参政権等の特に重要な人権に適用され、利益衡量の基準はそれ以外の重要性がやや劣る精神的自由権等に適用される。

#### より制限的でない他の選びうる手段の基準(LRAの法理)
より制限的でない他の選びうる手段の基準(Less Restrictive Alternative,LRA)の法理（基準）とは、人権規制立法の手段審査に関して用いられる基準の一つで、当該目的を達成するためにより制限的でない他の選びうる手段が存在しない場合に合憲とする基準をいう。
例えば、デモ行進の実施には役所の許可が必要であるとする公安条例があった場合に、この制限は公衆の安全・秩序の確保を目的とするから目的は正当だが、許可制より緩い届出制でもその目的は達成できるので、この条例は表現の自由に対する過度の規制であり違憲である、という具合である。表現の自由に対する内容中立規制などの立法の審査基準として有用とされる。日本では、裁判所においては表現の自由の規制の違憲審査に「LRAの基準」が使用されたのは下級審の裁判例においてのみである。

#### 利益衡量の基準
得られる利益と失われる利益を比較衡量し、いずれが重大かによって決する手法である。
|              | 目的       | 手段             |
| ------------ | ---------- | ---------------- |
| 厳格審査基準 | 必要不可欠 | 是非とも最小限度 |
| 厳格な合理性 | 重要な利益 | 実質的関連性     |
| 合理性の基準 | 正当な利益 | 合理的関連性     |

表では、上の基準ほど厳しい（違憲になりやすい）基準を示す。